# Alan McManus
Alan McManus (21 januari 1971) is een Britse snookerspeler, afkomstig uit het Schotse Glasgow. Hij speelde professioneel van 1990 tot 2021.
McManus stond vanaf de jaren 90 in de top-16 van de wereld. Hij behaalde twee keer de halve finale van het wereldkampioenschap in Sheffield en wist in 1994 de Masters in Wembley (Londen) op zijn naam te schrijven door in de finale titelhouder Stephen Hendry te verslaan. Die had tot dan toe het toernooi vijf keer achtereen gewonnen.
Hij was de eerste Schot die doorbrak in de wereldtop na Stephen Hendry. McManus stond bekend als een tactisch sterke speler, die vooral in langere wedstrijden moeilijk te verslaan was. McManus speelde met een oudere keu, die aanvankelijk een houten schroef had in het midden. Die verving hij later door een metalen exemplaar.
Naar het einde van zijn carrière was McManus wat gezakt in de rankings. Volgens verschillende kenners was dat omdat zijn techniek niet helemaal goed was; bij het voorbereiden van een stoot richtte hij niet helemaal zoals hij zijn stoot wilde uitvoeren, pas bij het stoten deed hij dat in de juiste richting. 
Na zijn actieve snookercarrière werd hij onder meer op Eurosport commentator bij snookermatches. 

## Belangrijkste resultaten

### Rankingtitels
| #  | Seizoen     | Toernooi         | Verliezend finalist | Verliezend finalist | Score |
| -- | ----------- | ---------------- | ------------------- | ------------------- | ----- |
| 1. | 1994 / 1995 | Dubai Classic    | Peter Ebdon         | ENG                 | 9-6   |
| 2. | 1995 / 1996 | Thailand Masters | Ken Doherty         | IRL                 | 9-8   |

### Niet-rankingtitels
| #  | Seizoen     | Toernooi | Verliezend finalist | Verliezend finalist | Score |
| -- | ----------- | -------- | ------------------- | ------------------- | ----- |
| 1. | 1993 / 1994 | Masters  | Stephen Hendry      | SCO                 | 9-8   |

### Wereldkampioenschap
Hoofdtoernooi (laatste 32 of beter):
| #   | Seizoen     | Editie  | Prestatie   | Extra                                  |
| --- | ----------- | ------- | ----------- | -------------------------------------- |
| 1.  | 1990 / 1991 | WK 1991 | Laatste 16  | Verloor met 13-12 van Terry Griffiths  |
| 2.  | 1991 / 1992 | WK 1992 | Halvefinale | Verloor met 16-7 van Jimmy White       |
| 3.  | 1992 / 1993 | WK 1993 | Halvefinale | Verloor met 16-9 van Stephen Hendry    |
| 4.  | 1993 / 1994 | WK 1994 | Laatste 16  | Verloor met 13-11 van Ken Doherty      |
| 5.  | 1994 / 1995 | WK 1995 | Laatste 16  | Verloor met 13-10 van Nigel Bond       |
| 6.  | 1995 / 1996 | WK 1996 | Laatste 16  | Verloor met 13-5 van John Higgins      |
| 7.  | 1996 / 1997 | WK 1997 | Laatste 16  | Verloor met 13-10 van Lee Walker       |
| 8.  | 1997 / 1998 | WK 1998 | Laatste 16  | Verloor met 13-4 van Ronnie O'Sullivan |
| 9.  | 1998 / 1999 | WK 1999 | Laatste 16  | Verloor met 13-7 van Stephen Lee       |
| 10. | 1999 / 2000 | WK 2000 | Laatste 16  | Verloor met 13-4 van Matthew Stevens   |
| 11. | 2000 / 2001 | WK 2001 | Laatste 32  | Verloor met 10-2 van Patrick Wallace   |
| 12. | 2001 / 2002 | WK 2002 | Laatste 32  | Verloor met 10-7 van Anthony Davies    |
| 13. | 2002 / 2003 | WK 2003 | Laatste 16  | Verloor met 13-7 van Marco Fu          |
| 14. | 2003 / 2004 | WK 2004 | Laatste 16  | Verloor met 13-6 van Ian McCulloch     |
| 15. | 2004 / 2005 | WK 2005 | Kwartfinale | Verloor met 13-8 van Ian McCulloch     |
| 16. | 2005 / 2006 | WK 2006 | Laatste 32  | Verloor met 10-3 van Marco Fu          |
| 17. | 2012 / 2013 | WK 2013 | Laatste 32  | Verloor met 10-5 van Ding Junhui       |
| 18. | 2013 / 2014 | WK 2014 | Kwartfinale | Verloor met 13-5 van Mark Selby        |
| 19. | 2014 / 2015 | WK 2015 | Laatste 32  | Verloor met 10-5 van Ali Carter        |
| 20. | 2015 / 2016 | WK 2016 | Halvefinale | Verloor met 17-11 van Ding Junhui      |
| 21. | 2019 / 2020 | WK 2020 | Laatste 32  | Verloor met 10-5 van Mark Williams     |